# Regufe
Regufe é um pequeno bairro popular da cidade da Póvoa de Varzim em Portugal, situado na zona interior sul da cidade caracterizada por diferentes tipologias e pouco desenvolvimento, de carácter quase exclusivamente residencial e com pequenas centralidades. Possuiu ainda alguma indústria. É um dos seis bairros tradicionais da Póvoa de Varzim, tem por cores o verde e o vermelho e o Farol de Regufe é o seu símbolo. O bairro está incluído na parte da cidade denominada Matriz/Mariadeira, junto a Penalves.

## História
Regufe era um antigo lugar na Póvoa de Varzim com nome de origem sueva, derivando de Rec + wulf (lobo). O lugar foi uma área agrícola e de criação de gado, mas cujos campos e bouças foram a pouco e pouco tomados por casas e prédios. Em certas zonas do bairro ainda é possível observar este tipo de vivência antiga, sobretudo na fronteira com o concelho de Vila do Conde.
A porção em Vila do Conde de Regufe encontra-se pouco desenvolvida, e encontra-se em contenda territorial desde o século XIX. A 15 de Março de 1858, um ofício do Governo Civil refere para que a Póvoa troque os lugares de Cerca e Quintela de Argivai (por serem contíguos a Vila do Conde), para ficar com Poça da Barca e Regufe, tal como a Póvoa havia requerido. No entanto, no dia 16 um novo ofício declara lesiva para Vila do Conde tal anexação. Em 1890, é apresentado ao Parlamento, o projecto de anexação desta zona de Regufe, além de Poça da Barca, à Póvoa, sem sucesso.
O farol de Regufe, símbolo do bairro, foi desativado em 2001 e ameaçado de deslocalização por ali não ser mais necessário. Tinha-se tornado no símbolo do Bairro de Regufe nas Rusgas de São Pedro, festas da cidade, a população opôs-se. Já visto como um monumento pela cidade,  a luz do farol foi reacendida na noite de 23 de Abril de 2015.

## Transportes
Regufe é servido pela Estação de São Brás da Linha B do Metro do Porto. Em termos de vias estruturantes, a rua de São Brás percorre todo o bairro no sentido Este-Oeste, pela fronteira com Vila do Conde, cruzando no centro com a rua de Regufe que percorre o lugar, pelo centro, no sentido Norte-Sul. Encontra-se em construção uma nova avenida ao longo da linha do metro.

## Festas e romarias
Regufe tem como principais eventos a Romaria de São Brás em 3 de Fevereiro e fim de semana próximo a esse dia, e as Festas de São Pedro do Bairro de Regufe no dia 29 de Junho.
A rusga de Regufe das festas de São Pedro surgiu em 1969, mas que acabou por se desactivar em 1974, tendo sido reactivada 17 anos depois, em 1991. O Grupo Recreativo de Regufe foi fundado por cerca de 20 pessoas do bairro no dia 25 de Abril de 1988 e tem como objectivos: a promoção cultural, desportiva e recreativa do bairro e da cidade.

## Património
- Farol de Regufe